# Киндинг
Киндинг (њем. Kinding) град је у њемачкој савезној држави Баварска. Једно је од 30 општинских средишта округа Ајхштет. Према процјени из 2010. у граду је живјело 2.482 становника. Посједује регионалну шифру (AGS) 9176137.

## Географски и демографски подаци
Киндинг се налази у савезној држави Баварска у округу Ајхштет. Град се налази на надморској висини од 378 метара. Површина општине износи 51,7 km². У самом граду је, према процјени из 2010. године, живјело 2.482 становника. Просјечна густина становништва износи 48 становника/km².